# 乌龙泉街道

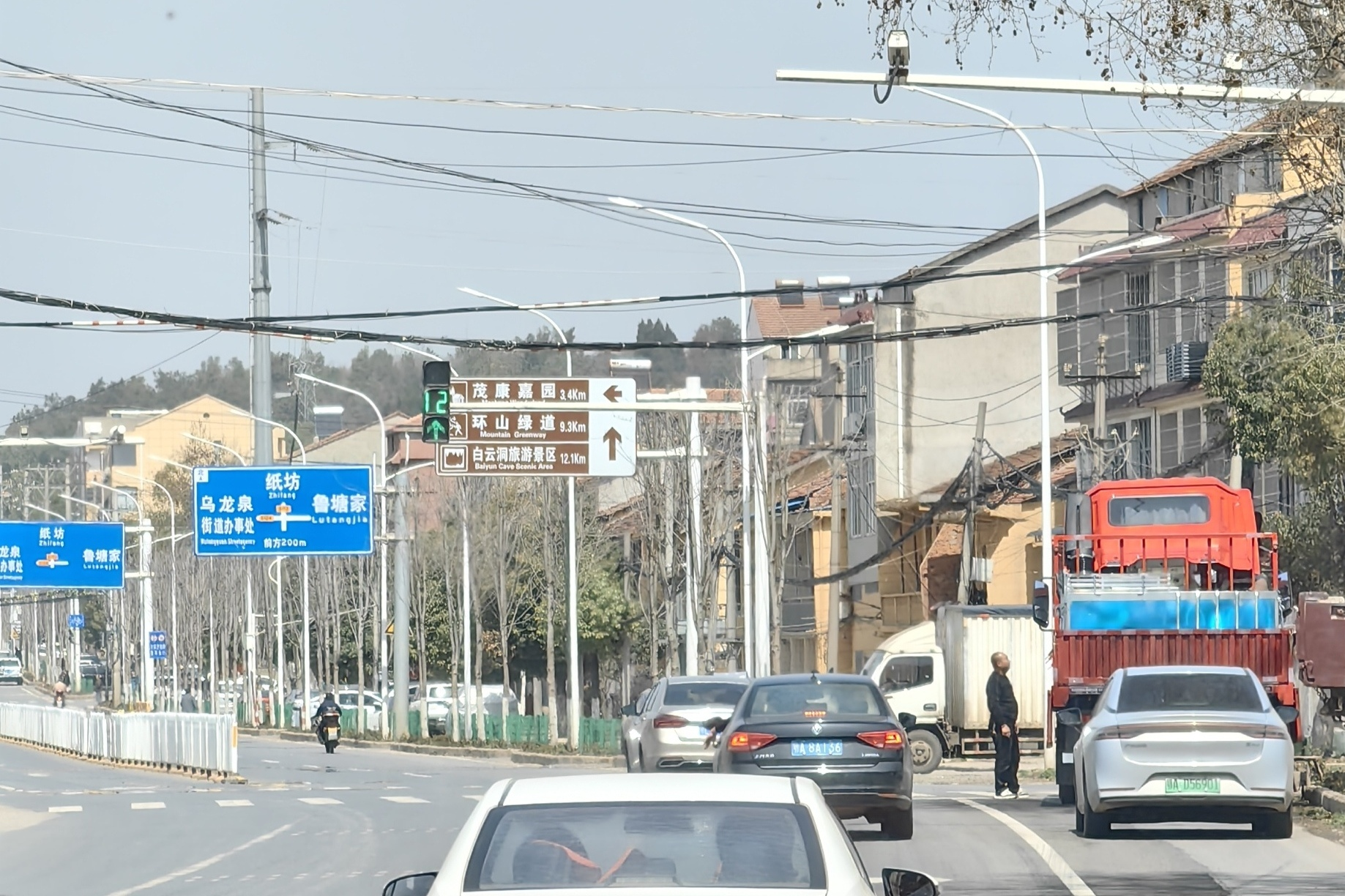
纸贺路乌勤路车站附近北望

乌龙泉街道，是中华人民共和国湖北省武汉市江夏区下辖的一个乡镇级行政单位。

## 行政区划
乌龙泉街道下辖以下地区：
乌龙泉社区、乌龙泉矿社区、土地堂社区、新生活村、新农村、致富村、灵山村、勤劳村、幸福村、青山村、三合村、洪湾村、新建村、沿湖村、五星村、民主村、四一村、群建村、四化村、团结村、友爱村、金海村、立新村、杨湖村、建设村和长岭村。

## 交通
- 京广铁路：乌龙泉站